# Фин (острво)
Фин (дан. Fyn) је треће острво по површини у Данској. Има површину од 3.099,7 km². По процени из 2006. на острву има 447.000 становника. Главни град Оденсе је каналом повезан са морем. Та веза се данас ретко користи. 
Фин је повезан са највећим данским острвом Селандом мостом Великог Белта. Мост Великог Белта представља прелаз преко Великог Белта и састоји се од два моста. Први ниски мост повезује Фин са малим острвом Спронг, а други дуги висећи мост повезује Спрог са Селандом. Тај други мост је у време отварања био други најдужи мост на свету. Од Фина до Спрога постоји и посебан паралелни мост за возове. Постоји и тунел, који повезује Спрог са Селандом. Осим тога постоје и два моста, који повезују Фин са данским главним копном Јиландом. Први је саграђен 1930—их, кратко пред Други светски рат. Други висећи мост саграћен је 1970—их и користи се само за аутомобиле.
Поред главног града Оденсеа на Фину се налазе и следећи градови: Кертеминде, Ниборг, Свендборг, Фаборг, Асенс, Миделфарт и Богензе.
На Фину су се родили Ханс Кристијан Андерсен и композитор Карл Нилсен.